# Cal Tonetjoan
Cal Tonetjoan era una casa pairal del municipi de la Baronia de Rialb (Noguera) inclosa en l'Inventari del Patrimoni Arquitectònic de Catalunya.

## Descripció
Era una casa pairal que formava part de l'antiga fortalesa de Polig, amb accés per una porta de grans dovelles, de mig punt, amb cantonades bisellades. Destacava la finestra renaixentista amb motllures i mènsules pel remat superior. L'edifici tenia cellers, baixos amb quadra, la planta noble i la planta pis, més la sota coberta. Formava angle a la placeta interior amb Cal Marçol.

## Història
La porta del recinte emmurallat tenia la inscripció lateral amb la data del 1633. La casa semblava més antiga que la porta del castell. Eren molt interessants els escuts de la clau de la porta i del davall de la finestra, molt malmès per la sal amb què beneïa el capellà. A les mènsules de la finestra hi havia dos caps en relleu.